# Julio Scarcella
Julio Scarzella (Buenos Aires, Argentina, 1878 - ibídem, 7 de marzo de 1951) fue un actor argentino de principios del siglo XX.

## Carrera
Scarcella fue un célebre actor secundario y galán de varios films de la época dorada cinematográfica argentina. Compartió escena con figuras de la talla de Orfilia Rico, Blanca Podestá, Tito Lusiardo, Orestes Caviglia, Felisa Mary, José Olarra, Toti Muñoz, Rosa Catá, Oscar Valicelli, Guillermo Battaglia, Celestino Petray, Ilde Pirovano, María Santos, Delia Garcés, Hugo del Carril, Aída Luz, Mecha López, entre otros.

### Filmografía
- 1915: Nobleza gaucha
- 1941: Cuando canta el corazón
- 1941: El mozo número 13
- 1941: Hay que casar a Ernesto
- 1941: Novios para las muchachas
- 1942: Ponchos azules
- 1942: La novela de un joven pobre
- 1942: La maestrita de los obreros
- 1944: El fin de la noche.[2]

### Teatro
Se inició  en 1902 en la Compañía de Jerónimo Podestá, junto con Orfilia Rico. Luego en 1908 integró el conjunto del "Conservatorio Labardén", fundado por Gregorio de Laferrère en 1906, junto con colosas figuras de la escena nacional como Elías Alippi, Orfilia Rico, María Gámez, Celia Podestá, Arturo Mario y José Brieva, entre otros. También integró las Compañía de Camila Quiroga en 1926 y la de O. Rico.
También junto a Rico, Juan Mangiante, María Esther Buschiazzo, Ángeles Argüelles y Silvia Parodi, se conjuntaron un elenco que se mantuvo por algunos años en el Teatro Nuevo. Formó una sociedad con Pablo Podestá, Atilio Supparo, Elías Alippi y Eduardo Zucchi.
Ocupó  un lugar central en el circuito del teatro popular. Algunas de las obras en la que incursionó fueron:
- Caín, de Enrique García Velloso (1903).
- Canillita, de Florencio Sánchez (1904), junto con José Podestá, Blanca Podestá  y Luis Grimoldi.
- Las de Barranco (1908)
- Los amores de la virreina
- Los espectros, de Ibsen
- La revancha
- El barro humano, de Rodríguez Acasuso
- La virgen de la pureza, de Belisardo Roldán
- Con las alas rotas, de Emilio Berisso (1938), encabezada por Eva Franco
- Vivir quiero conmigo (1922)
- La novia de los forasteros (1926)